# Odbojkaški klub TENT
L'Odbojkaški klub TENT è una società pallavolistica femminile serba con sede a Obrenovac: milita nel campionato di Superliga.

## Storia
L'Odbojkaški Klub TENT nasce nel 1981. L'acronimo TENT proviene dal nome dell'azienda fondatrice del club, la Termoelektrane Nikola Tesla. Partendo dalle categorie minori, il club debutta nella Superliga nel 2005. Grazie ai buoni piazzamenti in campionato, il club riesce a prendere parte alle coppe europee, uscendo di scena sempre ai primi turni. Nella stagione 2019-20, complice la pandemia di COVID-19 che porta all'interruzione anticipata del campionato, il TENT si laurea campione di Serbia per la prima volta nella propria storia, mentre nella stagione 2024-25 si aggiudica la Supercoppa serba.

## Rosa 2020-2021
| N° | Nome              | Ruolo | Data di nascita   | Nazionalità sportiva |
| -- | ----------------- | ----- | ----------------- | -------------------- |
| 1  | Saška Đurović     | C     | 4 settembre 2001  | Montenegro           |
| 3  | Matea Petrović    | C     | 28 aprile 2002    | Serbia               |
| 4  | Teodora Isailović | S     | 16 settembre 2002 | Serbia               |
| 5  | Marija Šušić      | P     | 22 marzo 2002     | Montenegro           |
| 7  | Ana Jakšić        | P     | 10 marzo 1998     | Serbia               |
| 8  | Stefana Pakić     | L     | 28 aprile 2004    | Serbia               |
| 10 | Jovana Cvetković  | S     | 25 marzo 2002     | Serbia               |
| 11 | Hena Kurtagić     | C     | 27 agosto 2004    | Serbia               |
| 12 | Ana Malešević     | C     | 30 marzo 2002     | Serbia               |
| 13 | Mina Mijatović    | S     | 16 ottobre 2001   | Serbia               |
| 14 | Jelena Lazić      | S     | 8 marzo 1995      | Serbia               |
| 15 | Sara Carić        | O     | 1º febbraio 2001  | Serbia               |
| 17 | Nina Mandović     | P     | 29 ottobre 2004   | Serbia               |
| 18 | Ana Mitrović      | O     | 5 dicembre 1998   | Serbia               |
| 19 | Sonja Danilović   | S     | 9 gennaio 2006    | Serbia               |
| 20 | Bojana Gočanin    | L     | 25 settembre 2002 | Serbia               |

## Palmarès
- Campionato serbo: 1

2019-20
- Supercoppa serba: 1

2024